# John Innes Centre

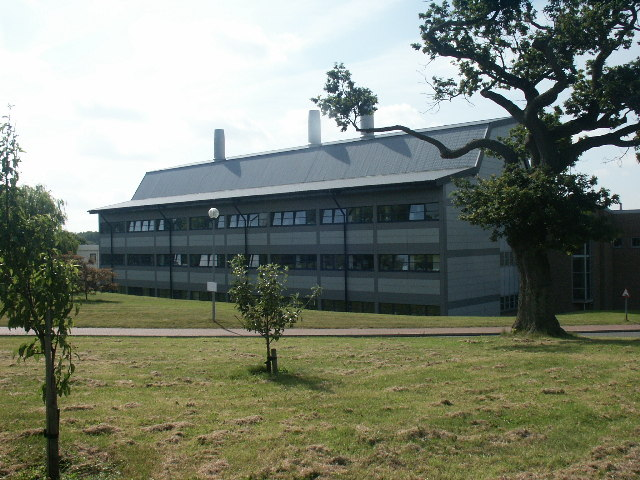
John Innes Centre (2005)

Das John Innes Centre (JIC) ist ein Institut im englischen Norwich für molekulare Pflanzenforschung, Pflanzengenetik und Mikrobiologie zur Grundlagen- sowie zukunftsweisenden Forschung, Ausbildung von Wissenschaftlern und Publikation seiner Ergebnisse.
Neben extern eingeworbenen Geldern wird das JIC hauptsächlich durch die staatliche BBSRC (Biotechnology and Biological Sciences Research Council) finanziert und verwaltet. Das Institut hat ca. 800 Angestellte.
Das Institut wurde nach dem Stifter John Innes (1829–1904) benannt, einem Kaufmann und Philanthropen. Es wurde 1909 in Merton Park in Surrey als John Innes Horticultural Institution gegründet mit dem Schwerpunkt Pflanzenzucht und Pflanzengenetik und war ursprünglich im alten Wohnsitz von Innes. Erster Direktor war einer der Pioniere der Genetik in Großbritannien William Bateson, einer der Wiederentdecker der Vererbungslehrer von Gregor Mendel um 1900 und Urheber des Wortes Genetik (1905). Er war 1910 bis zu seinem Tod 1926 Direktor. Sein Nachfolger als Direktor wurde Alfred Daniel Hall, ein früherer Direktor der Rothamsted Research Station und erfahrener Verwaltungsbeamter in landwirtschaftlicher und forstwissenschaftlicher Forschung, der aber wenig Kenntnis in Genetik hatte und deshalb J. B. S. Haldane an das John Innes Centre holte, um die genetischen Experimente zu leiten. Der dritte Direktor war ab 1939 Cyril Dean Darlington, der seine Karriere 1923 am John Innes Centre begann als technischer Angestellter. Er war wesentlich am Fortschritt der Genetik in Großbritannien beteiligt mit regelmäßigen Kursen für Biologen und machte das John Innes Centre zum zentralen Forschungszentrum auf diesem Gebiet in Großbritannien.
Am John Innes Centre wurde auch kommerzielle Pflanzenzucht betrieben, unter anderem Obstsorten und Beerensorten, Gemüse und Blumen, so 1933 als Erste einige Brombeersorten. Meist hatten sie den Zusatz Merton. Die kommerzielle Zucht endete 1982. Bekannt wurde das Zentrum auch durch eine 1938 erstellte Kompostformel vom Kurator William Lawrence. Sie wurde nicht kommerziell verwertet, sondern den Kriegsanstrengungen zur Verfügung gestellt. 1951 entstand nach jahrelanger Züchtung die Malling-Merton Reihe (MM) von Apfel-Wurzelstöcken.
1950 zogen sie in den 1945 erworbenen ehemaligen Landsitz in Bayfordbury bei Hertford. 1967 zogen sie an ihren heutigen Standort in Norwich zusammen mit der Virusforschungseinheit (VRU) des Agricultural Research Council in Cambridge. In den 1980er Jahren wurde es mit dem Plant Breeding Institute (PBI) in Trumpington, Cambridgeshire, zusammengelegt und mit dem Nitrogen Fixation Laboratory. Offiziell wurden sie 1994 im nunmehrigen John Innes Centre zusammengeführt. Die Pflanzenzucht-Aktivität war zuvor 1987 an Unilever verkauft worden.
2011 wurde das Institut in sechs Abteilungen aufgeteilt: Biological Chemistry, Cell & Developmental Biology, Computational & Systems Biology, Crop Genetics, Metabolic Biology und Molecular Microbiology.
Zu den Höhepunkten der Forschung zählte auch die Antibiotika-Forschung (Streptomyces) und die Teilnahme an der Sequenzierung des ersten Pflanzengenoms (Arabidopsis thaliana, 1999) und des Weizengenoms (2018).
Zu den Wissenschaftlern gehörten oder gehören außer den oben Erwähnten Rose Scott-Moncrieff, Dorothy Cayley, Jeffrey Harborne, Dan Lewis, Robin Holliday, Roy Markham, David Hopwood, Keith Roberts (Ko-Autor des Standardwerks Molecular Biology of the Cell), Rowland Biffen, Michael Denis Gale, Sarah O’Connor, Rosemary Carpenter, Brian Harrison, Chris Lamb, David Baulcombe, Peter Markham, Enrico Coen, Cathie Martin, Nicholas Harberd, Graham Moore, Mike Bevan, Anne Osbourne, Claire Domoney, Frank Sainsbury und George Lomonossoff und Caroline Dean.